# بونویل (تگزاس)
بونویل، تگزاس (به انگلیسی: Boonville, Texas) شهری در ایالت تگزاس از ایالات جنوبی ایالات متحده آمریکا است.